# Lukas Salzmann
Lukas Salzmann (* 1960 in Düsseldorf) ist ein Schweizer Maler. In seinem Werk fokussiert Salzmann auf die gegenständliche Malerei, entwickelt jedoch seit 1988 eine eigene Technik des Übermalens fotografischer Vorlagen.

## Leben
Lukas Salzmann ist im Wallis und in Zürich aufgewachsen. Nach dem einjährigen Vorkurs der Kunstgewerbeschule Zürich begann er sich autodidaktisch der Malerei zuzuwenden. 1995 verbrachte er mit einem Atelierstipendium des Kantons Zürich sechs Monate in Paris in der Cité Internationale des Arts, und 1998–1999 folgte mit einem Atelierstipendium der Stadt Zürich ein einjähriger Aufenthalt in New York.

## Werk
1988 begann Lukas Salzmann mit seiner Technik des Übermalens fotografischer Vorlagen aus Büchern und Zeitschriften. 2006 erschien im Benteli Verlag sein erstes Buch Second Nature mit der auf alten Postkarten basierenden Serie der Grisaillen (2002–2009). Später erweiterte er sein Repertoire um digitale Bildvorlagen. Er verwendet Fotografien, Filmstills und Screenshots als Basis für die Ölmalerei.
Technische Aspekte sind eine impressionistische Verdichtung des Farbauftrags sowie das stellenweise Verwischen. Trotz der Unschärfen bleibt das Bild auf der Ebene der Erzählung, ohne den Übergang zur Abstraktion zu suchen. Titel sind Teil der Geschichte, die sich beim Betrachter einstellt.
Als klassischer Maler ist Lukas Salzmann der Gegenständlichkeit verpflichtet, vermittelt jedoch eine Weltsicht, die von einer vielschichtigen Realität ausgeht.
„[...] Mit der plötzlichen Zündung von Bildebenen, die sich gegenseitig völlig fremd sein können, steht Salzmanns Malerei letztlich näher am Leben, weil sie das Zufällige und Unfassbare der menschlichen Existenz als Kern der Wirklichkeit akzeptiert und miteinbezieht [...]“ (Rudolf Velhagen, 2012)

## Werke in Sammlungen
Kunstsammlung der Stadt Zürich; Kunstsammlung des Kantons Zürich; Bank Julius Bär, Zürich; Credit Suisse, Basel; Credit Suisse, Zürich; Bank Ehinger & Armand von Ernst, Zürich; Deutsche Bank, Frankfurt; Sammlung Peter und Elisabeth Bosshard, Rapperswil; Ecma International, Genf / Geneva; Altorfer Duss & Beilstein, Zürich; Heuking Kühn Lüer Wojtek, Zürich

## Auszeichnungen
- 1991: Atelierstipendium Künstlerbahnhof Ebernburg
- 1994: Kunststipendium des Kantons Zürich
- 1995: Atelierstipendium des Kantons Zürich in Paris
- 1995: Kunststipendium der Stadt Zürich
- 1996: Kunststipendium der Stadt Zürich
- 1998: Atelierstipendium der Stadt Zürich in New York

## Ausstellungen

### Einzelausstellungen
- 1996: Kunstkiosk, Kloten, Zürich
- 1997: Kammgarn Vebikus (mit with Reto Boller), Schaffhausen
- 1997: Kunstraum Ruedi Tobler (mit Reto Boller), Basel
- 1997: Raum für neue Kunst, Forch, Zürich
- 2001: Raum für neue Kunst, Forch, Zürich
- 2003: ART Frankfurt, Galerie Margit Haldemann, Bern
- 2006: Gemeindegalerie Benzeholz, Meggen
- 2007: Espace Culturel, Assens
- 2008: Gegen Weiss (mit Ina Bierstedt), White Space Raum für aktuelle Kunst, Zürich
- 2012: Sam Scherrer Contemporary, Zürich
- 2014: Innere Räume – Eduard Spörri trifft …, Museum Eduard Spörri, Wettingen
- 2014: Vebikus Kunsthalle Schaffhausen (mit Heiko Blankenstein)
- 2014: The Space between your Ears – Spacewomen, Sam Scherrer Contemporary, Zürich
- 2018: In the Viewer’s Eye – the Unknown, Sam Scherrer Contemporary, Zürich
- 2019: Sehen sehen, Stiftung Kunstsammlung Albert und Melanie Rüegg, Zürich, CH

### Gruppenausstellungen
- 1993 Entdeckungen, Galerien Trudelhaus und Amtshimmel, Baden
- 1995 Kunst aus Zürich 1995, Kunsthaus Zürich (Kurator Tobia Bezzola)
- 1995 Werk- und Atelierstipendien der Stadt Zürich 1995, Helmhaus Zürich
- 1996 Cité Internationale des Arts Paris
- 1996 Eidgenössischer Kunstpreis, Mustermesse Basel
- 1996 Werk- und Atelierstipendien der Stadt Zürich 1996, Helmhaus Zürich
- 1997 Werk- und Atelierstipendien der Stadt Zürich 1997, Helmhaus Zürich
- 1998 Silent Auction, Swiss Institute, New York
- 1998 Art Frankfurt 10, Galerie Haus Schneider, Ettlingen, Karlsruhe
- 1998 Arte Fiera 98, Bologna, Galerie Haus Schneider, Ettlingen, Karlsruhe
- 1999 Rencontres, Galerie Gersag, Emmen, Luzern
- 1999 Chicago Art Fair, Galerie Haus Schneider, Ettlingen, Karlsruhe
- 2000 Kunstszene Zürich 2000, Hürlimann-Areal, Zürich (Bilderdialog Lukas Salzmann – Joseph Egan)
- 2000 Kunst 2000, Zürich, Galerie Haus Schneider, Ettlingen, Karlsruhe; Galerie Margit Haldemann, Bern
- 2001 Artistes Suisses et Francais des XIXe et Xxe siècles, Galerie du Chêne S.A. (Donald Paul Vallotton), Lausanne
- 2002 Proposal: New Artists, Galerie Carzaniga+Ueker, Basel
- 2003 Kunst 2003, Galerie Carzaniga+Ueker, Basel
- 2003 Kunst 2003, Zürich, Galerie Margit Haldemann, Bern
- 2003 Chicago Art Fair, Galerie Haus Schneider, Karlsruhe
- 2004 Art Frankfurt 2004, Galerie Margit Haldemann, Bern
- 2005 Gegen den schnellen Blick, Galerie Margit Haldemann, Bern
- 2005 Kunst 2005, Zürich, Galerie Margit Haldemann, Bern
- 2006 Zentralschweizer Kunstschaffen 2006, Kunstmuseum Luzern
- 2007 Art Basel, Thomas Ammann Fine Art, Zürich
- 2009 Haus der Kunst St.Josef, Solothurn
- 2010 Kunst 10, Zürich, Galerie Billing Bild, Baar
- 2011 Kunst Fokus Zürcher Oberland, IG Halle, Rapperswil
- 2013 Shape the Scape, Galerie Ulrich Mueller, Köln
- 2013 Shape the Scape, Widmer+Theodoridis contemporary, Zürich
- 2014 Kunst 14, Zürich, Sam Scherrer Contemporary
- 2015 Kunst 15, Zürich, Sam Scherrer Contemporary
- 2016 Kunst 16, Zürich, Sam Scherrer Contemporary
- 2018 Figuration, Museum Eduard Spörri, Wettingen
- 2018 That One Moment, IG Halle im Kunst(Zeug)Haus, Rapperswil
- 2019 Salon der Gegenwart, Zeughaus, Uster, CH

### Fernsehen
- 1996 Postkartengrüsse aus Paris. Beitrag von / Article by Martin Fuchs in: Next, Schweizer Fernsehen DRS, 15. Dezember 1996